# 坂本城
坂本城（さかもとじょう）は、近江国滋賀郡坂本（滋賀県大津市下阪本）にあった日本の城。明智光秀の居城として築かれ、琵琶湖に面する平城。遺構は市街地化によりほぼ消滅している。城跡は国の史跡への指定が答申されている（官報告示を経て正式指定となる）。

## 概要
坂本城は琵琶湖の南湖西側にあり、大津市の北郊に位置する。西側には比叡山の山脈があり、東側は琵琶湖に面していることから天然の要害を具えた地であった。比叡山は近江国と山城国にまたがっており、白鳥道と山中道の2つの道は両国を結ぶ道路が通じており、中世、近世において頻繁に利用され、比叡山の物資輸送のために港町として、坂本は交通の要所として繁栄していた。
現在城郭跡地の大半は市街地化され、推定地の中央には国道161号が貫通している。
1571年（元亀2年）、比叡山焼き討ちの後、光秀に近江国滋賀郡が与えられ、織田信長の命によって京と比叡山の抑えとして築城した。宣教師ルイス・フロイスの著書『日本史』では、安土城につぐ天下第二の城と評されるほどの豪壮華麗なものであった。

## 沿革

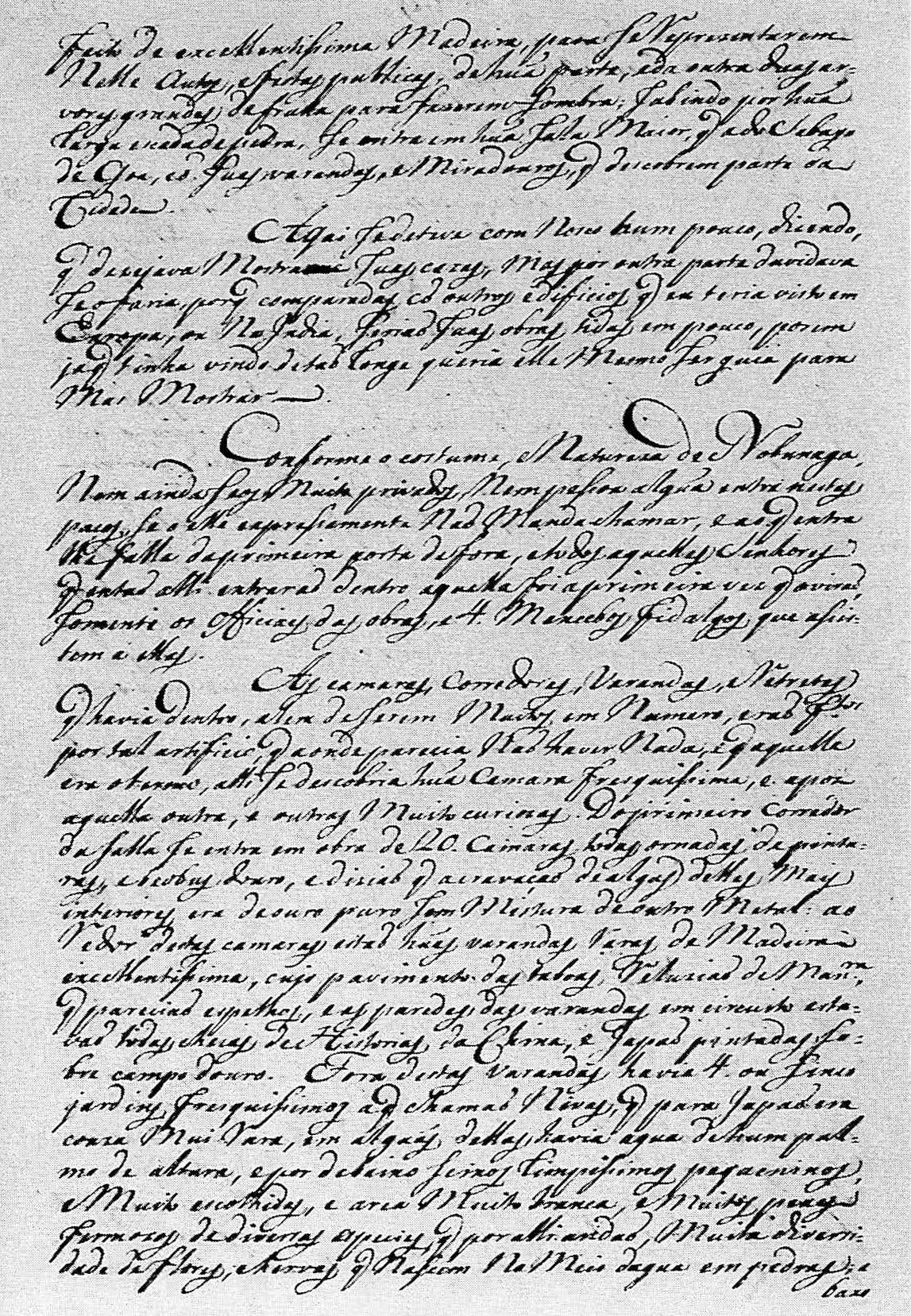
フロイスの日本史（坂本城の記述部分ではない）

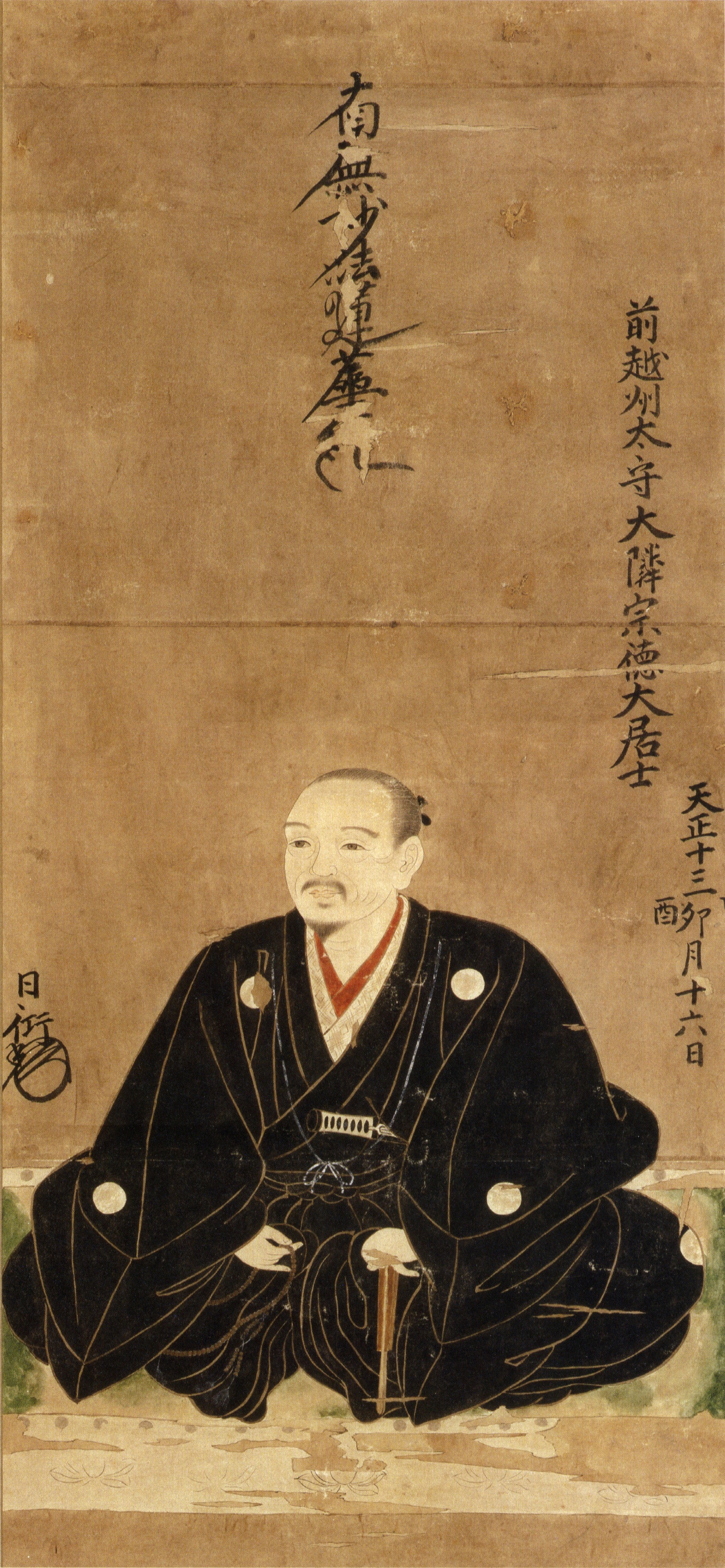
丹羽長秀像/東京大学史料編纂所所蔵

元亀2年（1571年）9月比叡山焼き討ちの後、宇佐山城の城主であった光秀に対して信長は滋賀郡の支配を命じ坂本城を築城させた。比叡山延暦寺の監視と琵琶湖の制海権の獲得が目的であったと思われる。「明智坂本に城をかまへ、山領を知行す、山上の木にまできり取」（『永禄以来年代記』）とある。山領というのは延暦寺のことで、比叡山焼き討ち後、1571年（元亀2年）中に築城が開始されたと思われている。また元亀3年（1572年）12月24日の吉田兼見の記述によると、「明智見廻の為、坂本に下向、杉原十帖、包丁刀一、持参了、城中天守作事以下悉く披見也、驚目了」（『兼見卿記』）とされていることから坂本城には天守があり、作事が行われ翌12月頃には天守がかなり進捗していたと考えられる。短文ながら天守の壮大さに驚いている様子が窺い知れる。また坂本城はイエズス会宣教師のルイス・フロイスの『日本史』にも、「明智は、都から4レーグァほど離れ、比叡山に近く、近江国の25レーグァもある、かの大湖のほとりにある坂本と呼ばれる地に、邸宅と城砦を築いたが、それは日本人にとって豪壮華麗なもので、信長が安土山に建てたものにつぎ、この明智の城ほど有名なものは天下にないほどであった。」と記されている。この記述はルイス・フロイスの感想ではあるが、名城安土城と並び称される建物として意識されていた。
その後、光秀は坂本城を拠点に近江国の平定を目指した。1572年（元亀3年）-1573年（天正元年）にかけて木戸城、田中城を落城させ、また湖面より囲船にて湖北の浅井勢に襲撃し打撃を与えた。その後、石山砦、今堅田砦も攻城し湖南はほぼ手中に収めた。その後坂本城は近江国における反信長勢力に対する重要な軍事施設として使用された。黒井城の戦いでほぼ丹波国を手中に収めると、1580年（天正8年）亀山城の城主となったが、坂本城もそのまま城主となっていたようである。
天正10年（1582年）6月2日、光秀は中国攻めには向かわず本能寺の信長軍を急襲し信長を自害させ、次いで二条新御所を攻城し、信長の嫡男・信忠を自害させた（本能寺の変）。だが、同年6月13日山崎の戦いで敗れた光秀は一旦勝竜寺城に退き、その後坂本城を目指している途中、山城国の小栗栖周辺で百姓らに襲われ死去したと言われている。一方、安土城の城主となっていた明智秀満は山崎の戦いでの敗戦を13日の夜に知り、14日未明、安土城から坂本城に移ってきたが、羽柴秀吉方の堀秀政が城を囲む中、6月14日の夜、秀満は光秀の妻子を刺し殺し、自分の妻も刺殺し、自分は腹を切り、煙硝に火を放って自害したとされる（『川角太閤記』）。
その後、秀吉に命じられた丹羽長秀が城を再建し城主となった。その後賤ヶ岳の戦いの軍事上の基地として使用され、後に杉原家次、そして浅野長政が城主となった。この時に城下町が形成されたと思われている。
1586年（天正14年）、秀吉の命を受けた長政が大津城を築城して居城を移したことにより廃城になり、石垣等の資材は大津城築城に使用された為、遺構はほとんど残っていない。

## 城郭

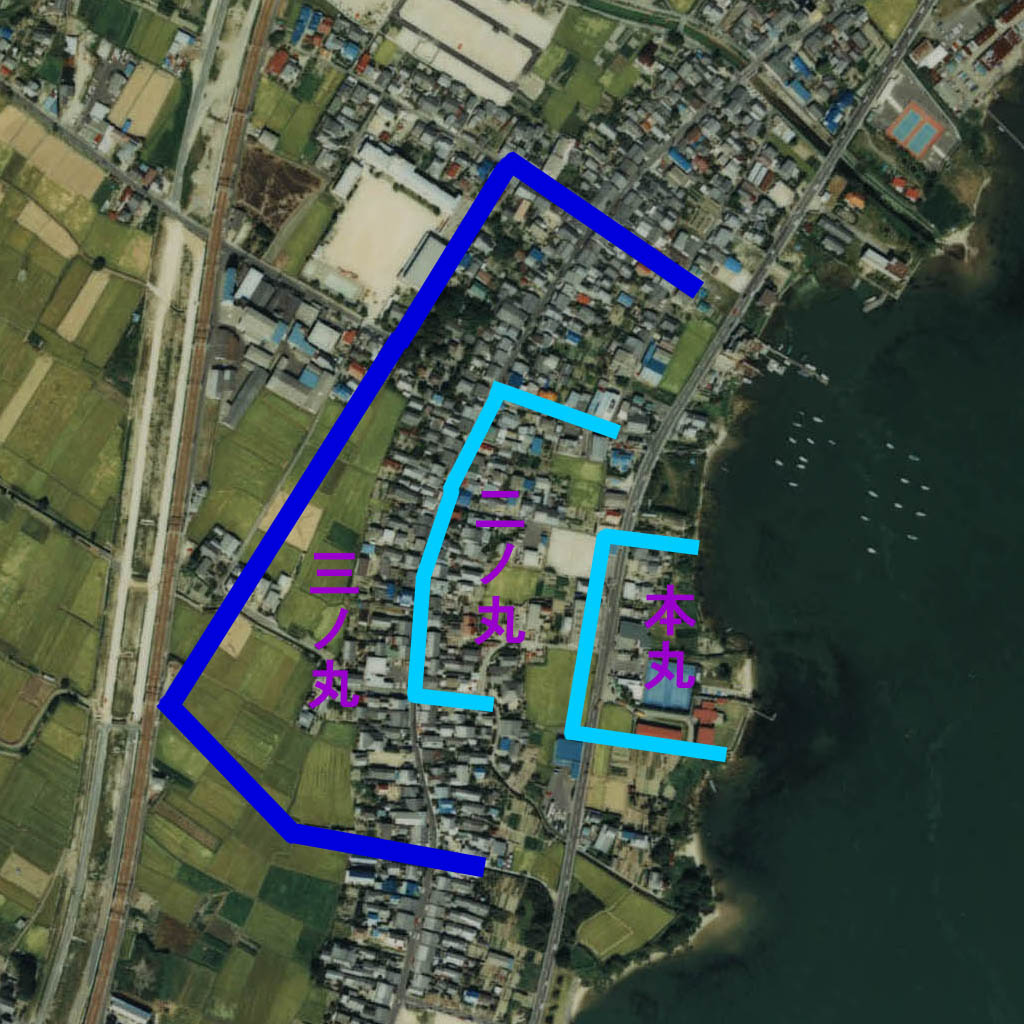
坂本城の推定城郭部分/

### 水城
坂本城の縄張復元図が「新修大津市史」第7巻に収められており、それらによると坂本城は内堀と湖に囲まれた水城であった。
天正6年（1578年）1月11日に光秀の茶の師匠であった堺の津田宗及が坂本城に招かれ茶会がひらかれている。この時の様子は、｢御座船を城の内より乗り候て、安土へ参｣(『天王寺屋会記』)と記載されている。城内には琵琶湖の水が引き入れられており、城内から直接船に乗り込み、そのまま安土城に向かったようである。従って城郭の建物が湖水に接した「水城」形式の城であったと思われている。また吉田兼見が天正10年（1582年）1月20日に坂本城に訪れた時に「小天守」で茶湯を喫している。
大天主・小天主で構成される高層の天主を中心に塀と内堀で囲まれた主郭があり、その西側に中堀で囲まれた曲輪、さらにそれを取り巻くように外堀で囲まれた曲輪があったと考えられる。
琵琶湖で渇水が発生した際（1984年（昭和59年）7月など）には水位が下がり湖面から石垣が現れる。

### 発掘調査

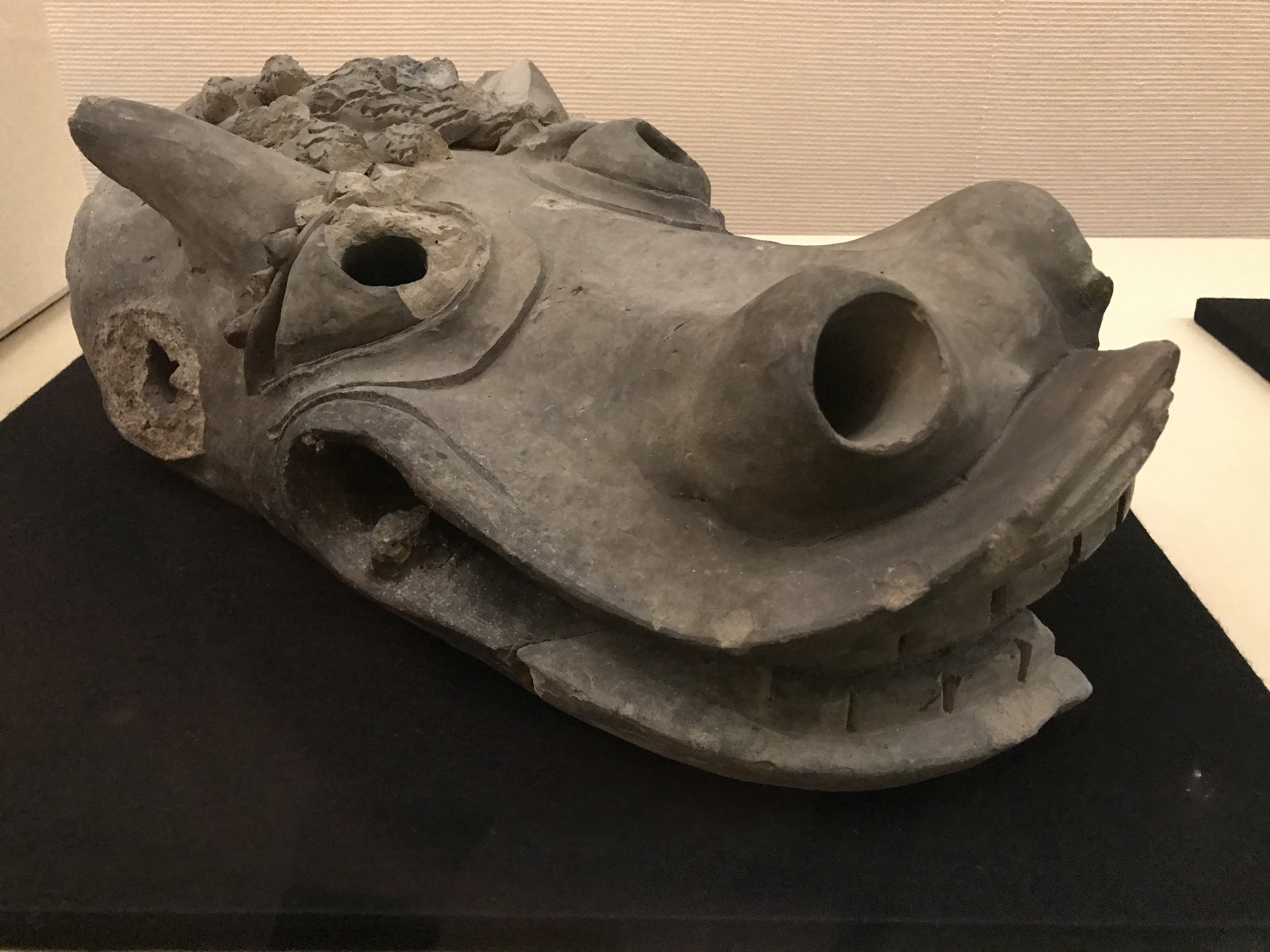
坂本城跡出土瓦

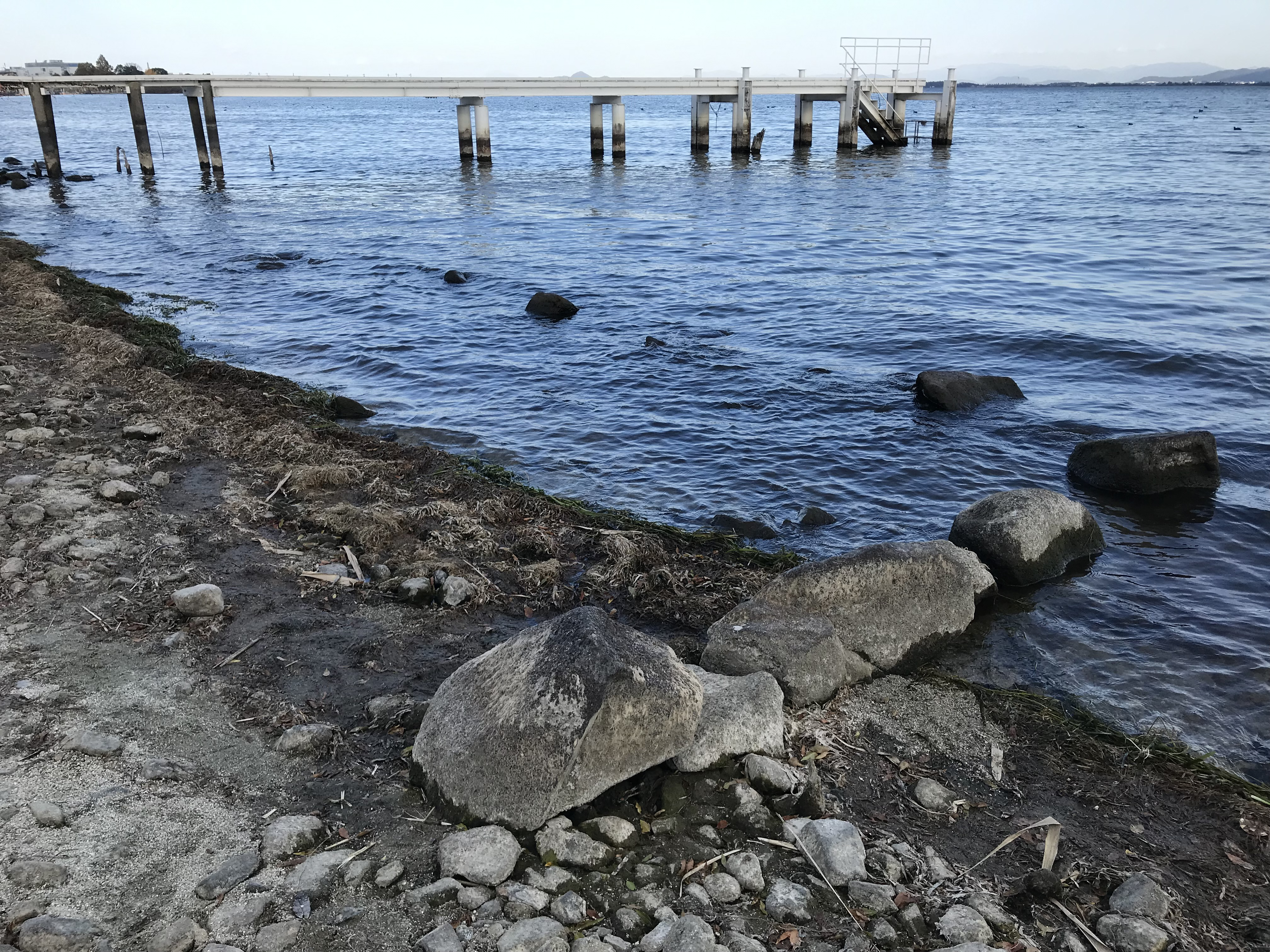
坂本城跡の石垣遺構

1979年（昭和54年）まで坂本城は一度も発掘調査されなかったため、坂本城の遺構に関してはほとんど注目されなかった。しかし、坂本城跡の中心部で大規模な宅地開発が計画されたので、これに伴う調査を実施したことがきっかけとなり、現在に至り断続的に発掘調査が行われ、城の縄張りなどが少しずつ明らかになってきている。
1979年（昭和54年）に行われた発掘調査では、10cm-30cmの焼土層が発見された。これは秀満が天守に火を放ち光秀の妻子もろとも落城した時のものと考えられている。その焼土層の上に整地した層があり、この遺構は丹羽長秀時代のものと考えられている。
焼土層下部分（明智光秀部分）
- 礎石建物:4棟
- 柵:1条
- 石組み井戸:1基
- 石組み溝:1条

焼土層上部分（丹羽長秀以降部分）
- 礎石建物:2棟
- 掘立柱建物:1棟
- 石組み溝:1条
- 石組み溜升遺構:1基
- 石垣

が発見されている。本丸部分で発掘された遺構は、礎石の規模や配列から推察して邸宅遺構の可能性が強く、城主が使用されていた可能性が高いと考えられている。またこの周辺からは、大量の瓦、壺、甕、碗、鉢、擂鉢、天目茶碗の他、中国から輸入されたと思われる青磁、青白磁、白磁などの遺物が発掘された。このことより贅を尽くした城内の様子が窺える。また金属製品としては、銭貨、鏡、刀装具、鋲等が出土した。これらの出土物は室町時代後期から安土桃山時代のもと判断された。
坂本城は後に築かれた大津城、膳所城も琵琶湖に面して本丸がその先端部に位置していることなど、類似点が多い縄張りとなっており、坂本城が先行した城ではないかと考えられている。
大津市文化財保護課は2023年10月から宅地の開発のための調査を行っていたところ、同市下阪本付近で坂本城の地上部分とみられる痕跡を発見した。三の丸の外郭の遺構と考えられ、高さ1m長さ30mに渡る野面積みの石垣と、幅が約8mの堀。発見場所は同市が想定していた外堀の位置よりも本丸側に約１００メートル東に寄っていた。大津市の佐藤健司市長は歴史的な価値を鑑み、開発業者である三王不動産流通に工事中止を要請していたところ、要請が受け入れられたと発表した。

### 坂本城址公園
国道161号沿いに坂本城址公園が整備され、その一角に明智光秀像が建立されているが、実際に城があった場所はその北側とされている。園内に存在する石積等は公園造成時の物で旧城時代の遺構ではない。
いずれも公園からは北に離れるが、坂本城本丸跡とされる東南寺の前には「坂本城跡碑（坂本城の碑）」がある（坂本城址碑、大津市下阪本3丁目7−26）。また、海側の別の場所に「坂本城本丸跡碑」がある（坂本城本丸跡石碑、大津市下阪本3丁目2）。

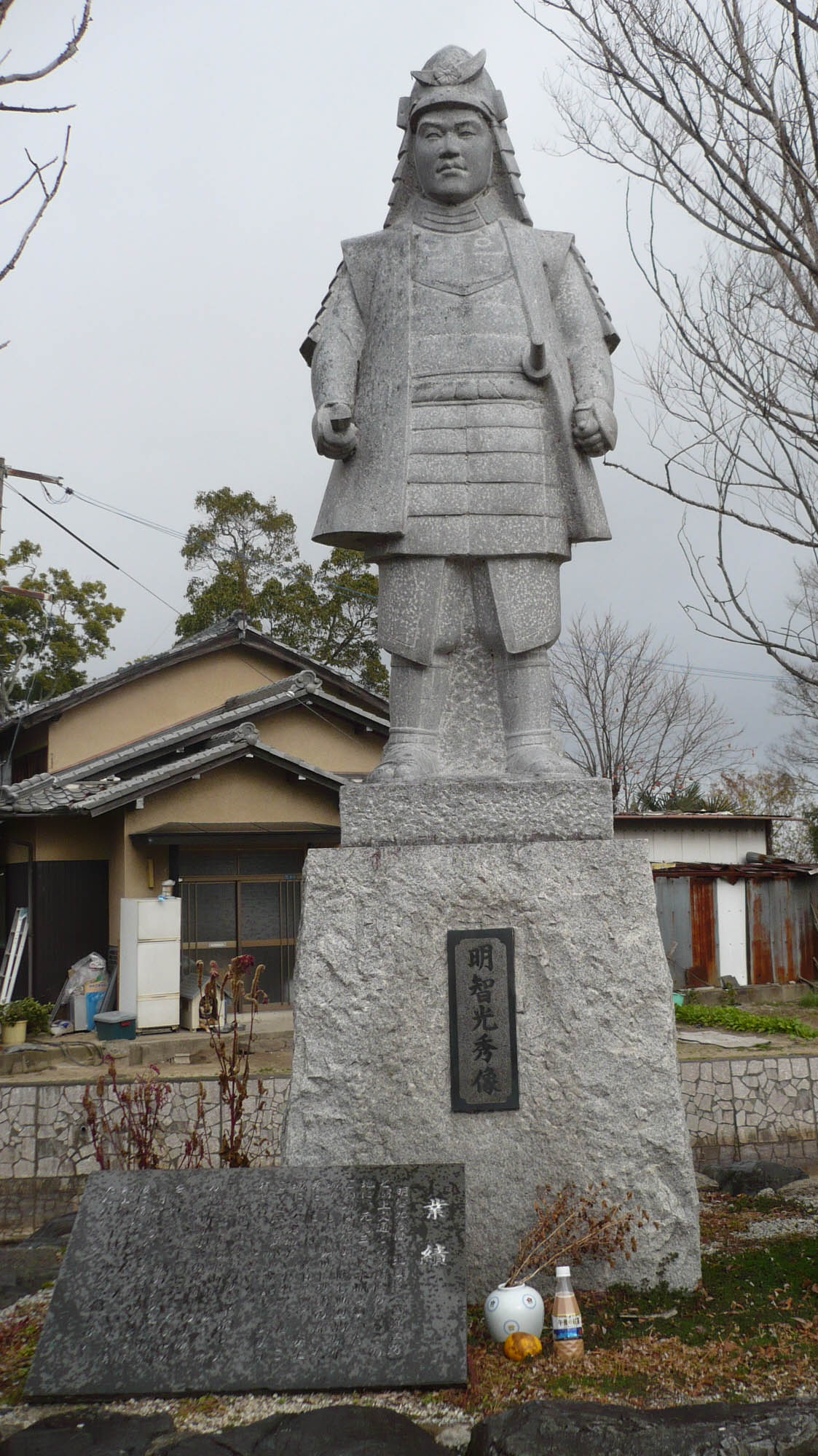
明智光秀像/坂本城址公園に建つ
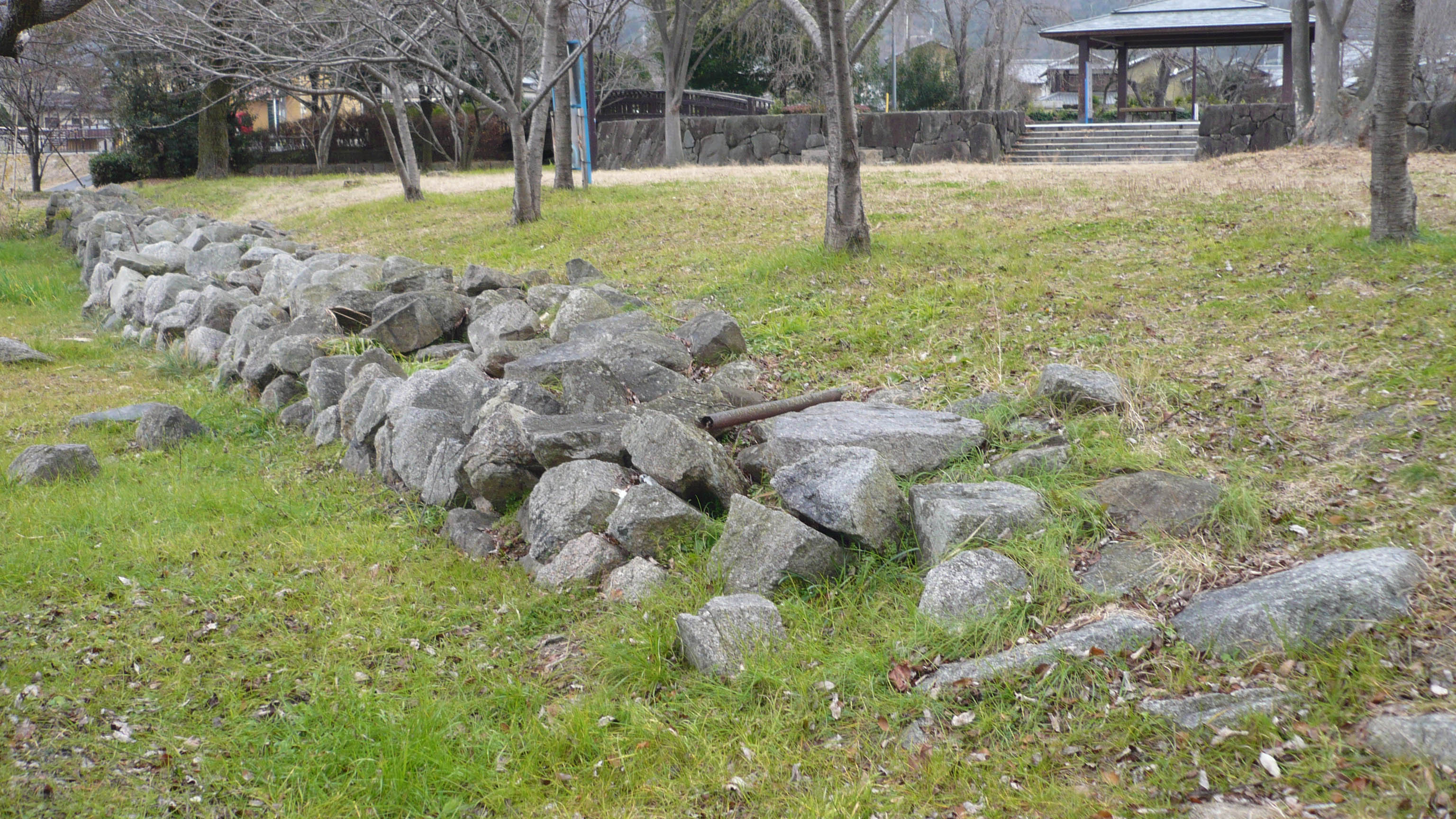
坂本城址公園に置かれている石材
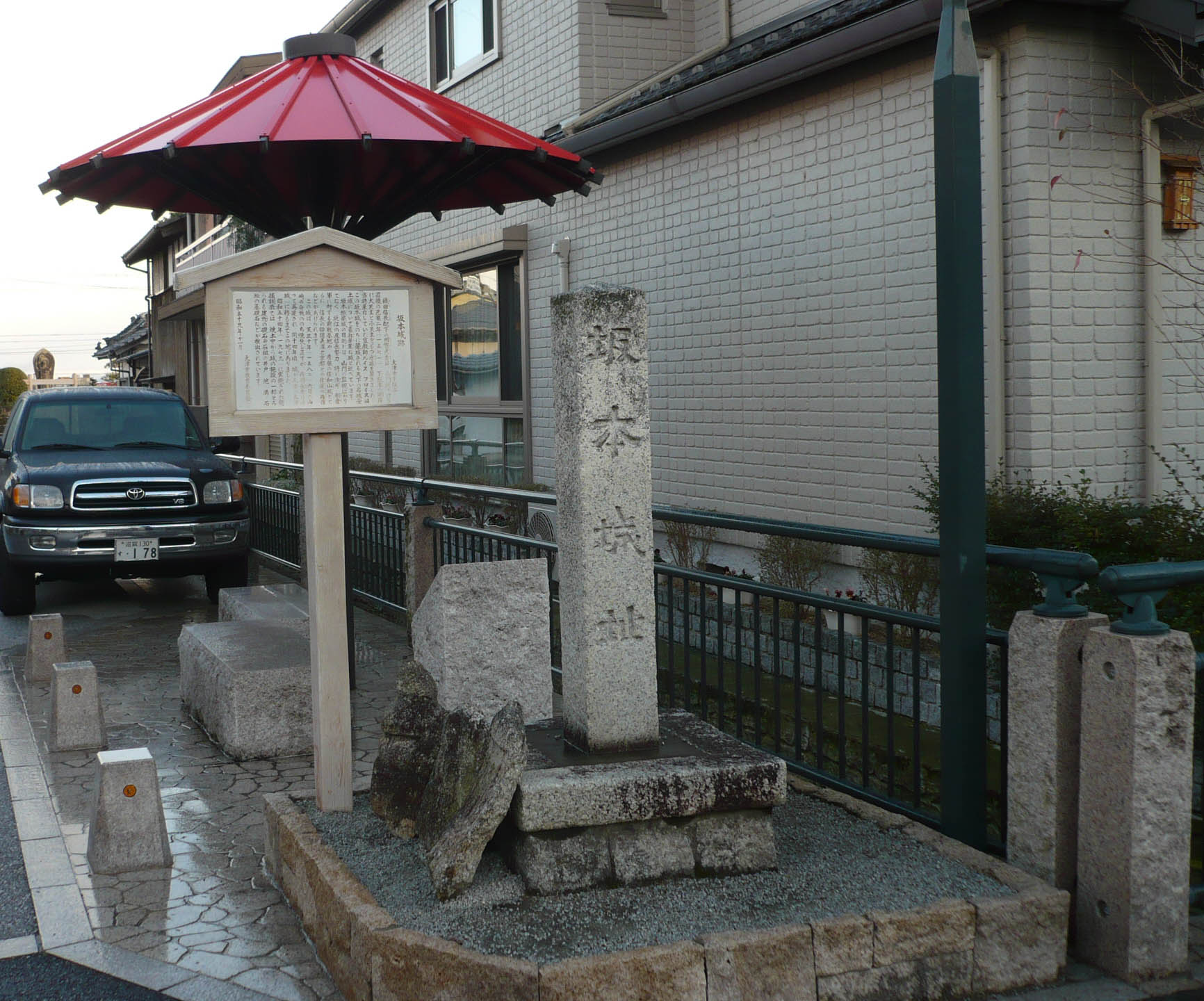
坂本城跡碑（坂本城址碑）
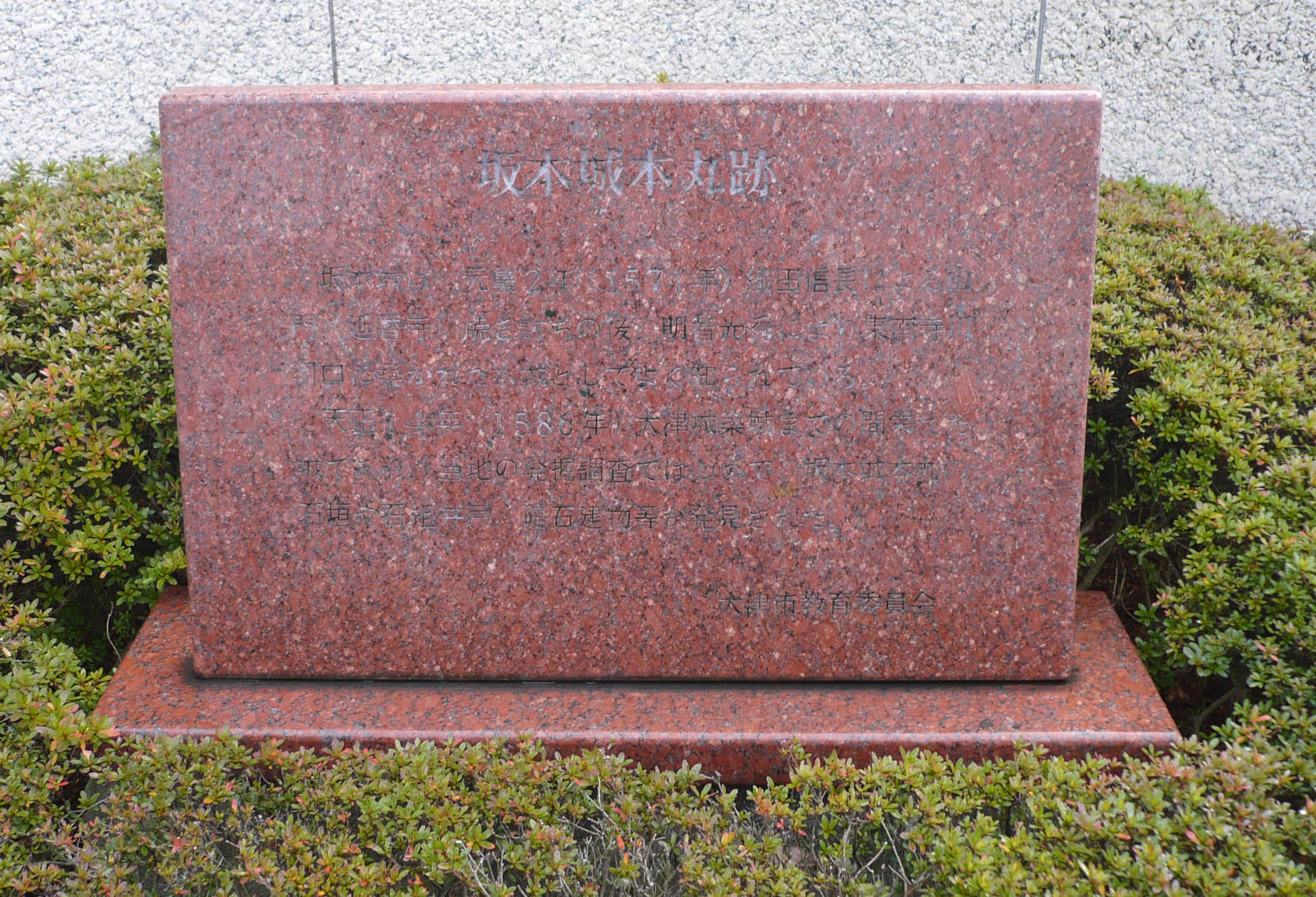
坂本城本丸跡碑（坂本城本丸跡石碑）
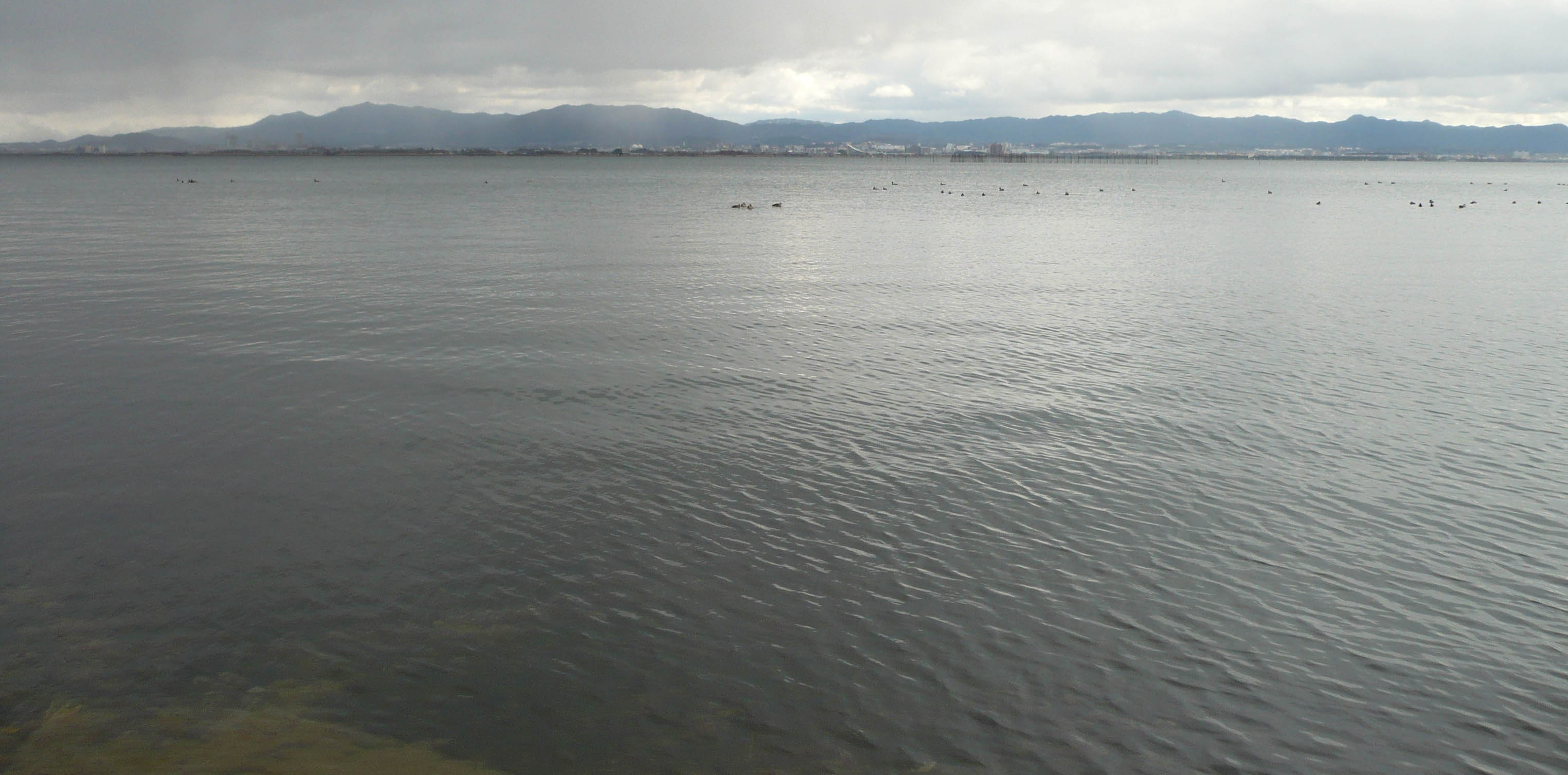
坂本城跡から見た琵琶湖

## 城跡へのアクセス
- 電車でのアクセス

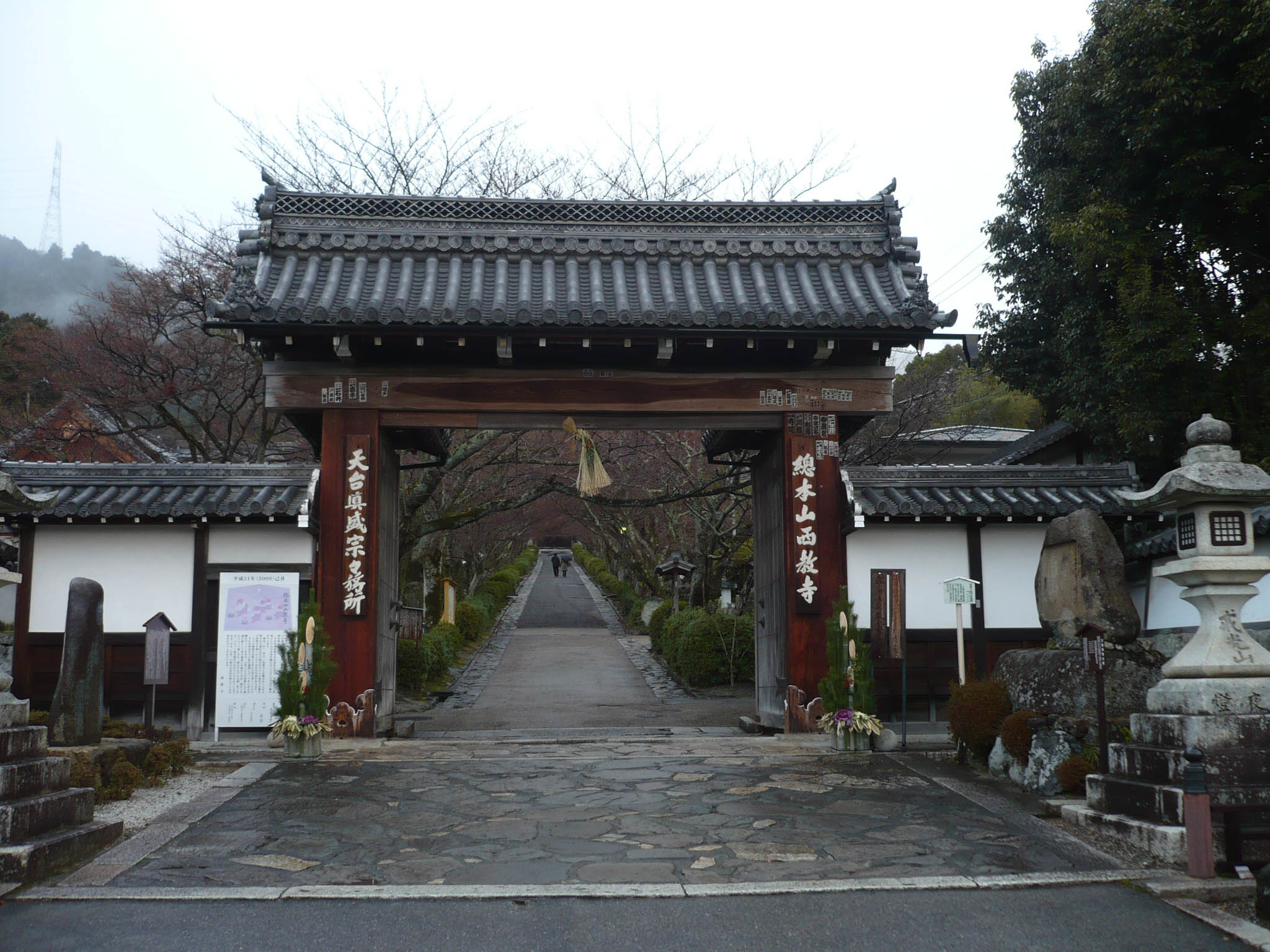
西教寺の総門/坂本城の移築門と言われている

  - 西日本旅客鉄道（JR西日本）湖西線「比叡山坂本駅」 → 徒歩約10分
  - 京阪石山坂本線「松ノ馬場駅」 → 徒歩約15分
- 車でのアクセス
  - 西大津バイパス 滋賀里ランプ → 国道161号
  - 坂本城址公園に無料駐車場有り